# Production Line
Die Production Line war eine Angriffsreihe des Eishockeyteams Detroit Red Wings aus der nordamerikanischen NHL. Ihre Ur-Formation bestand aus Sid Abel, Gordie Howe und Ted Lindsay.
1947 stellte Tommy Ivan, der gerade Trainer der Detroit Red Wings geworden war, eine Angriffsreihe zusammen, die in den folgenden Jahren die Liga mitdominieren sollte. Sid Abel, der mit Abstand älteste aus der Formation, spielte auf der Position des Center, während der 22-jährige Ted Lindsay und der 19-jährige Gordie Howe als linker und rechter Flügelstürmer eingesetzt wurden.
Abel gehörte schon seit 1938 zu den Red Wings und war mit 29 Jahren nicht mehr besonders schnell, was aber seine jungen Teamkameraden kompensieren konnten. Dafür war Abel ein erfahrener Spielmacher, der die beiden Talente auf dem Eis führen konnte. Die drei perfektionierten im Laufe der Jahre ihr Zusammenspiel und am Ende der Saison 1949/50 belegten sie die ersten drei Plätze in der Scorerliste der NHL. 1950 und 1952 führten sie die Detroit Red Wings zudem zum Stanley-Cup-Sieg.
Die Medien und die Fans fanden mit Production Line einen passenden Namen für die Formation, die auf Grund ihrer Produktivität ein unverzichtbarer Teil der Mannschaft war und zudem sollte es eine Reverenz an die Stadt Detroit sein, die der Mittelpunkt der US-amerikanischen Automobilproduktion ist.
Im Sommer 1952 wurde Sid Abel an die Chicago Blackhawks verkauft, doch die Production Line existierte weiter, da mit dem 21-jährigen Alex Delvecchio ein Nachfolger bereits zum Team gehörte. Bis 1957 spielte diese Formation noch zusammen, ehe Ted Lindsay, wie schon Sid Abel zuvor, die Red Wings in Richtung Chicago verließ.

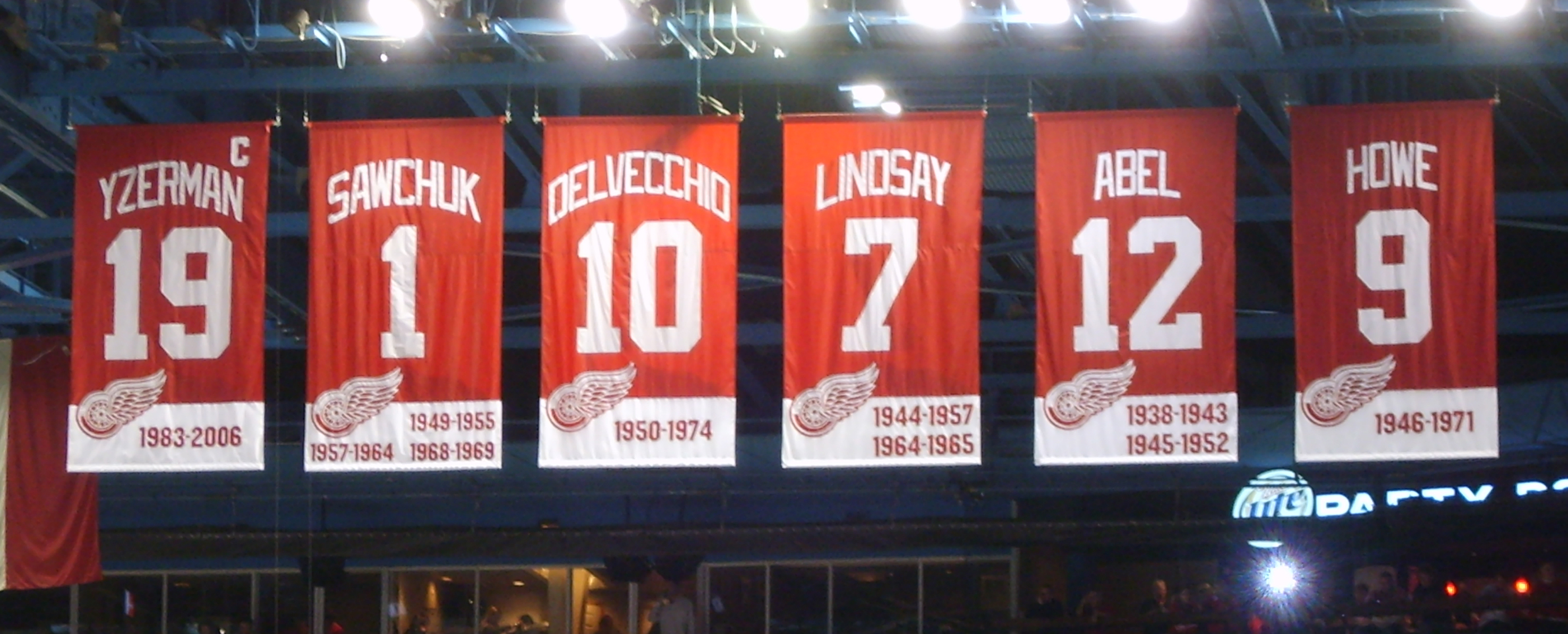
Die gesperrten Trikotnummern von Lindsay (7), Howe (9), Delvecchio (10) und Abel (12) in der Joe Louis Arena

Die erste Formation mit Abel, Howe und Lindsay wurde in der Zeit ihres Bestehens hoch dekoriert. Von 1947 bis 1952 erhielten sie drei Art Ross Trophies für den besten Scorer, drei Hart Memorial Trophies für den wertvollsten Spieler, führten zweimal die Liga in Toren an und gewannen zwei Stanley Cups.
In den fünf Jahren mit Delvecchio als Center kamen noch zwei Art Ross Trophies, eine Hart Memorial Trophy, sowie zwei Titel als Torschützenkönig und zwei Stanley Cups hinzu.
Alle vier Spieler wurden nach dem Ende ihrer Karriere in die Hockey Hall of Fame aufgenommen. Zudem ehrten sie die Detroit Red Wings, indem ihre Trikotnummern gesperrt und als Banner an die Decke der Joe Louis Arena gehängt wurden.